# Mörel (Valais)
Pour les articles homonymes, voir Mörel.
Mörel (Mœrel  en français) est une localité et une ancienne commune du demi-district de Rarogne oriental dans le canton du Valais, en Suisse.
Le 24 février 2008, les 93 % des votants de la commune ont accepté de fusionner avec la commune voisine de Filet. Depuis le 1er janvier 2009, elle fait donc partie de la commune de Mörel-Filet.

## Géographie

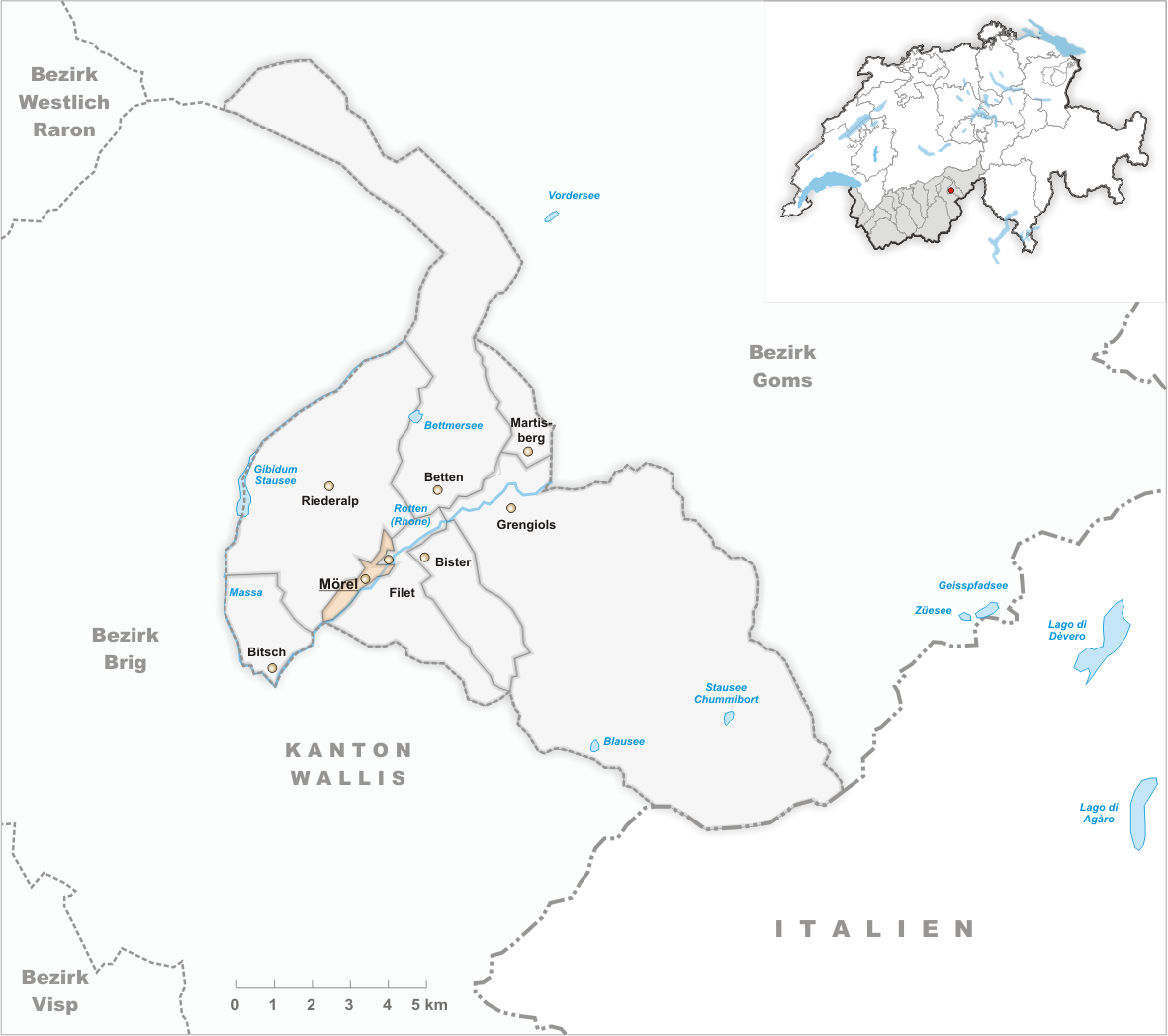
Territoire de l'ancienne commune de Mörel.